# Luca Aquino
Luca Aquino (Benevento, 1º giugno 1974) è un trombettista e compositore italiano di musica jazz.
Ha al suo attivo dieci album da leader e quasi cento registrazioni. È annoverato tra i musicisti jazz italiani più apprezzati sulla scena internazionale.

## Biografia
Inizia a suonare la tromba all'età di diciannove anni. Per due anni abbandona la pratica dello strumento per completare gli studi universitari in Economia ma l'amore per il suono di Miles Davis e Chet Baker lo riconduce allo studio della tromba e lo porta a dedicarsi completamente alla musica.
Il suo percorso artistico, dopo vari album e tour da Sideman, trova conferma nel 2007 quando pubblica con Universal Music Group il suo primo album da leader Sopra le Nuvole e un anno dopo, con ospite Roy Hargrove e Maria Pia De Vito, registra Lunaria con cui vince il premio “Top Jazz” promosso dalla rivista specializzata Musica Jazz. Nel 2009, registra Amam nell'antico bagno turco di Skopje (Macedonia) e Tsc in una chiesa in Olanda; nel 2010 arriva Icaro Solo, registrato in una chiesa in Benevento per sole tromba ed elettronica. Dopo aver dato vita al festival "Riverberi", intreccia numerose collaborazioni con musicisti e artisti di fama mondiale; degna di nota è quella con l'artista Mimmo Paladino che lo portano allo registrazione di Chiaro, un lavoro in trio con una sezione ritmica norvegese e un ospite d'eccezione: Lucio Dalla. Nel 2012, dopo un importante progetto con Jon Hassell ed Enrico Rava, entra a far parte del quartetto del batterista francese Manu Katché e insieme a loro registra due album.
Nel 2013 insieme al fisarmonicista Carmine Ioanna registra aQustico per la Tuk Music e intraprende un tour mondiale. Il 2015 è l'anno del suo settimo album da band leader: OverDOORS, personale tributo alla sua band preferita, The Doors.
. Nel dicembre 2015 realizza in collaborazione con la Jordanian National Orchestra Association la registrazione di un album nel sito archeologico di Petra. I riverberi naturali del sito archeologico generati durante l'esecuzione dei brani sono parte integrante della registrazione. L'ambizioso progetto, a lungo meditato, è stato realizzato grazie al supporto dell'UNESCO Amman Office, del Petra Development and Tourism Authority e della Talal Abu-Ghazaleh Organization (TAG-Org). Un'iniziativa senza precedenti promossa all'interno della campagna mondiale #UNITE4HERITAGE, lanciata dall'UNESCO a difesa del patrimonio artistico e culturale dai crimini di tipo terroristico.
Dopo aver diretto il “Pozzuoli Jazz Festival” e il “Bari Jazz”, il 7 aprile del 2016 partecipa all'evento “Manu & Friends” condividendo il palco dell'Olympia di Parigi con Sting, Richard Bona, Noa, Stephan Eicher, Raul Midon e Tore Brunborg. Il 2017 vede anche la realizzazione dello speciale modello di tromba “Aquino”, realizzato insieme all'artigiano olandese Hub Van Laar. Registra la colonna sonora del film Fortunata, diretto da Sergio Castellitto su una sceneggiatura di Margaret Mazzantini, con Jasmine Trinca (che per la sua interpretazione vince il David di Donatello del 2018) e Stefano Accorsi. Il 2017 vede Aquino costretto a rinunciare, per via di un infortunio al settimo nervo facciale, paresi facciale di Bell, al suo Jazz Bike Tour "wheels not walls", un progetto artistico che avrebbe previsto un tour di cinquanta concerti consecutivi in luoghi UNESCO, con un viaggio da affrontare in bicicletta da Benevento a Oslo. Dopo due anni recupera e, nel 2019, viene pubblicato dalla ACT il nuovo album Italian Songbook. Dopo un secondo riposo forzato, nel 2021 realizza il progetto "GONG", dedicato alle storie di grandi pugili, partecipa, con la sua musica, alla realizzazione del video Oplontis “L’incoronazione di Poppea” con la regia di Alessandro Alatri, realizzato nel sito Unesco Parco Archeologico di Oplontis, realizza il suo nuovo progetto green “Natura in Musica”, in collaborazione col WWF, e il progetto europeo JaWo Music Residencies ideato per la formazione di giovani musicisti. Nel 2022 realizza il progetto "Gadara" con l'orchestra nazionale giordana, in un teatro romano nel sito archeologico della città giordana di Umm Qais, con una vista spettacolare sul lago di Tiberiade, all'incrocio di diversi sentieri e paesi: Israele, Giordania, Siria, ma anche Palestina e Libano.  Un brano del progetto "Gadara" è stato poi utilizzato per il nuovo film di Mimmo Paladino. Nel 2023 scrive la colonna sonora per il corto Reem - The Bedouin Boxer del regista Mattia Ramberti. Nel 2024 registra Lunaria e suona nella prestigiosa Filarmonica di Berlino con Stefano Bollani.

## Stile
Le sue influenze musicali hanno radici nei primi ascolti di Baker e Davis, ma anche nel rock dei Doors, degli AC/DC, in quello dei Led Zeppelin e si riflettono in progetti che spaziano tra diversi generi musicali: dal jazz all'hip hop, dal grunge alla musica d'autore. Guidato dall’interesse per i luoghi e per il viaggio, sperimenta le potenzialità acustiche di spazi e architetture quali parti integranti della composizione musicale, e ne fa il tratto distintivo di alcuni progetti discografici e del festival da lui ideato e diretto, "Riverberi". La consuetudine alla sperimentazione e alle registrazioni in luoghi lontani e inusuali sono tra gli aspetti più sottolineati dalla stampa di settore che lo definisce "esploratore sonoro contemporaneo".

## Discografia selezionata
Leader
- Luca Aquino - Lunaria 2 (Parco della Musica Record 2024)
- Luca Aquino & Jordanian National Orchestra -  Gadara (Bonsai Music 2022)
- Luca Aquino - Italian Songbook (ACT MUSIC 2019)
- Luca Aquino - Aqustico Vol.2 - (RVB, 2017)
- Luca Aquino - PETRA (TAG LABEL)
- Luca Aquino & Jordanian Orchestra - Petra (TAGI Record, 2017)
- Luca Aquino - OverDOORS - (Tùk Music & Bonsai Music, 2015)
- Luca Aquino - Rock 4.0 - (Musica Jazz, 2014)
- Luca Aquino - aQustico - (Tuk Music & Bonsai Music, 2013)
- Luca Aquino - Chiaro guest. Lucio Dalla - (Tuk Music, 2011)
- Luca Aquino - Icaro Solo - ( Universal Music, 2010)
- Luca Aquino - Lunaria - (Universal Music, 2009)
- Luca Aquino - Sopra le nuvole - (Universal Music, 2008)

Sideman
2023
- Piernicola Pedicini, Radio Sud

- Sade Mangiaracina, Tuk Music

- Emiliano D’Auria Dead Ice, Loses Record

2022
- Jawo Compilation - Bonsai Music
- Reliving at Pompeii - Egea
- A67 "Sempe cu me" - Fulle Heads
- Mauro Sigura 4et "Terra, vento"

2021
- Mafalda Minnozzi - Cinema City Exm

- Luca Aquino e Giovanni Guidi - Amore Bello (Musica Jazz)

2016
- Around Tùk - Espresso Editore
- Autor de Chet - Verve Music
- Manu Katchè - Unstatic - Anteprima Production
- Vesevus - Egea

2015
- Planet E - Parco della Musica
- Jano 4et - Via Veneto Jazz
- Fortitho - 12 Lune
- Manu Katché - M
- Etichetta: Matthieu Borè -

 Naked Songs  - (Bonsai Music)
2014
- Manu Katché - Live in Concert - (ACT)
- My Summer Jazz - (Bonsai Music)
- Carmine Ioanna - Solo - (Bonsai Music)
- La Sardegna - (Chi_Ama)
- Niccoló Faraci - It Came To Broadcast The Yucatan - (Auand)
- Nina Pedersen - Sweet Morning
- Piero Delle Monache - Thunupa – (Auand)

2013 
- Lucio Dalla - Dalla in jazz - (Sony Music)
- Lucio Dalla - Qui dove il mare luccica - (Sony Music)
- Joe Barbieri - Chet Lives! - (Le Chant Du Monde)
- Stefano Costanzo - Tricatiempo - (Auand)
- Chaos Conspiracy - Who The Fuck Is Elvis? - (Overdub Recordings)
- Swedish Mobilia - Did you hear something - (Leo Records)
- Mas en Tango - Alma - (Picanto Records)
- Il Pentagramma della Memoria

2012
- Giovanni Francesca - Genesi - (Amanda)
- Jano Quartet - Distante - (Via Veneto Jazz)
- Gianni De Nitto - Remixin Standard - (Universal Music)
- Lucio Dalla - Qui dove il mare luccica - (Sony Music)
- The Italian Jazz Job - (Universal Music)
- Giovani in tour - (Musiclive/Ismez)
- La Costituente - Per quanto vi prego - (Altipiani)
- Mariella Nava - Come un amore - (Edel)

2011
- Omparty Petra Janca - (Label Picanto Records)
- Cherillo meets Aquino Soffice (Piquant)
- Marco Bardoscia The dreamer (My Favorite Records)
- The Skopje connection meets Ernst Reijseger - (Losen Record)

2010
- Pieluigi Villani - Tempus Transit - (Universal Music)
- The Skopje Connection - Amam - (EEG)
- Remo Anzovino Igloo- (Egea 2010)
- Chaos Conspiracy - (Warner Chappel)
- Rita Pacilio - Se io fossi luna - (Splash Record)
- Aquino - Live Proposals
- Chaos Conspiracy - “Indie Rock Makes ME Sick” - (Mondadori)

2009
- Ghemon Beleave (Digital Record)
- Marco Zurzolo Migranti - (Egea)
- Gentile Giovanni - (Mike day 2)
- Omparty e Leon Pantarey L'isola della pomice - (Picanto Records)
- Fabrizio Savino feat. Luca Aquino Metropolitan Prints (Alfamusic)

2008
- Omparty - L'isola della pomice - (Picanto Record)
- Rosso Rubino -Tecniche di approccio - (Altipiani)

2007
- Giuseppe Del Re - Sings Cole Porter - (Abeat Record)

2006
- Leo Quartieri - Bambimbi Viaggi nel mondo (Leo Records)

2005
- Live in BN with Chuck Findley – (Riverberi)

2004
- Eight caught planning - (Time in Jazz Record)
- Wide 5et - Meet me in Sardinja - (Splash Music)